# Jesse Jantzen

Zawodnik Harvard Crimson

Jesse Jantzen (ur. 5 lutego 1982) – amerykański zapaśnik walczący w stylu wolnym. Złoty medalista Uniwersjady w 2005. Szósty w Pucharze Świata w 2007 roku.
Zawodnik Shoreham-Wading River High School z Shoreham i Uniwersytetu Harvarda. Trzy razy All-American (2002 – 2004) w NCAA Division I, pierwszy w 2004, trzeci w 2002 i 2003. Outstanding Wrestler w 2004. Mistrz EIWA w 2002, 2003 i 2004 roku.
Aktor i producent filmowy.
Jego brat Corey, także był zapaśnikiem.